# Драченко, Максим Олегович
Макси́м Оле́гович Драче́нко (укр. Максим Олегович Драченко; род. 28 января 1990, Черкассы) — украинский футболист, полузащитник.

## Игровая карьера
Заниматься футболом начинал в Черкасском училище физической культуры. В 2007 году перешёл в молодёжную академию донецкого «Шахтёра». В том же году в команде «Шахтёр-3» дебютировал во взрослом футболе.
В 2010 году перешёл в донецкий «Олимпик». В первом же сезоне с командой занял первое место в группе Б второй лиги, что позволило перейти в более высший дивизион — первую лигу.
Через три года с «Олимпиком» Драченко стал победителем уже первой лиги и 26 июля 2014 года в игре с одесским «Черноморцем» дебютировал в Премьер-лиге. 4 января 2017 года было официально объявлено, что Драченко покинул «Олимпик» по обоюдному согласию сторон.
Зимой 2017 года отправился на сборы с кропивницкой «Звездой», а в феврале подписал с клубом контракт. Быстро закрепился в основном составе, а уже к лету стал капитаном команды. В 2018 году, после вылета «Звезды» в первую лигу, покинул клуб.
28 июня 2018 года подписал контракт с клубом «Кызыл-Жар СК». В казахстанском клубе стал ведущим игроком, а по итогам сезона 2019 года — лучшим бомбардиром. Пять раз входил в символическую сборную первой лиги Казахстана, забив 13 голов по итогам сезона стал вторым бомбардиром Лиги, уступив в борьбе форварду «Каспия» Айдосу Таттыбаеву, у которого 19 голов. На поле выполняет большой объём работы, владеет точным пасом, что отметили специалисты из Профессиональной футбольной лиги, включив по итогам футбольного сезона-2019 атакующего хавбека в символическую сборную первой лиги.

## Стиль игры
«Драченко стабильно выдавал огромный объем работы и словно метроном неустанно задавал ритм игре „Кызыл-Жар СК“, прекрасно действуя как в разрушении, так и в наступлении. Украинский трудяга стал автором 13 голов и 5 из них были забиты с 11-метровой отметки. Он принял участие во всех играх и среднем за матч доводил до партнеров 78 % пасов, выигрывал 2,4 единоборства вверху, а также совершал 8 подборов, 7 перехватов и 2,4 отбора. Индекс действий — 236. Количество попаданий в сборную тура ПФЛК — 5».— «Символическая сборная Первой лиги сезона-2019», Профессиональная футбольная лига Казахстана. 2019 год.

## Достижения
- Победитель второй лиги Украины: 2010/11 (группа «Б»)
- Победитель первой лиги Украины: 2013/14
- Победитель первой лиги Казахстана: 2019